# 6093 Makoto
A 6093 Makoto (ideiglenes jelöléssel 1990 QP5) a Naprendszer kisbolygóövében található aszteroida. Endate, K. és Vatanabe Kazuró fedezte fel 1990. augusztus 30-án.